# Ю Ту
„Ю Ту“ (на английски: U2) е ирландска рок група от Дъблин, основана през 1976 г. Нейни членове са Боно (истинско име Пол Хюсън, вокали и китари), Дейв „Едж“ Евънс (китари, клавишни инструменти и вокали), Адам Клейтън (бас китара) и Лари Мълън Джуниър (барабани и перкусии).

## История
Групата е създадена в Дъблин на 25 септември 1976. 14-годишният Лари Мълън Джуниър поставя обява на училищното табло, че търси музиканти, за да направят група. „Обявата гласеше горе-долу така: Барабанист търси музиканти, за да създадат група“ – спомня си Лари Мълън. Резултатът от тази обява е група от петима музиканти, която нарича себе си Feedback. Мълън свири на барабани, Адам Клейтън на бас, Пол Хюсън (Боно) е вокал, Дейвид Евънс (Едж) и брат му Дик свирят на китари. Групата е силно повлияна от Лед Цепелин.
През 1978 г. групата променя името си на „Ю Ту“ (U2). През месец май същата година те осъществяват първия си демо запис в Keystone Studios в Дъблин. Пол Макгинес се съгласява да стане техен мениджър.

### „Ю Ту“ през 80-те години
„Ю Ту“ издава дебютния си автобиографичен албум Boy (вече без Дик, той се отказва от участие в групата) през 1980. Сред първите им хитове са Out Of Control и I Will Follow. Групата осъществява първото си турне в Европа и САЩ.
През 1981 на пазара излиза албумът October. Най-голям хит става песента Gloria. През 1983 се появява следващият продукт на съвместната им работа – War. Албумът дебютира на първо място в класацията за албуми на Великобритания. Известни и до днес са Sunday Bloody Sunday и New Year's Day. Последната е първият хит на групата извън Ирландия и Великобритания. При подновяването на договора със звукозаписната компания те успяват да си осигурят много по-изгодни условия и си връщат авторските права върху песните. Година по-късно, през 1984, излиза The Unforgettable Fire. В него е записана песента Pride (In the Name of love), която влиза в американската класация Топ 40 и допринася много за известността на ирландците.
През юли 1985 „Ю Ту“ участва в концерта Live Aid на стадион „Уембли“ пред 80 000 публика. През 1987 излиза албумът The Joshua Tree. Той се задържа девет седмици под номер едно в американските класации. Хитове стават I Still Haven't Found What I'm Looking For, Where The Streets Have No Name и With or Without You. С този албум групата печели две музикални награди „Грами“, едната от които е за албум на годината, а на последвалото турне за пръв път изнасят концерти и на стадиони. Скоро след това, през 1988, излиза и Rattle and Hum, силно повлиян от блуса и госпъла.
Групата се радва на голям успех, хората я слушат и изкупуват албумите ѝ. „Ю Ту“ провежда ново турне – Lovetown Tour. В края на един концерт Боно обявява, че групата се оттегля в почивка за неопределено време.

### „Ю Ту“ през 90-те години – време на експерименти
През 1991 г. групата се връща със съвсем нова визия, албума Achtung Baby, ново звучене (повече китари и експерименти на Едж със синтезатор) и същия плам, с който Боно Вокс критикува недъзите на обществото. Записите протичат бавно, съпътствани са от разногласия между членовете на групата, които не са на едно и също мнение относно промяната на звученето. В крайна сметка албумът става един от най-успешните, приет е както от публиката, така и от критиката.
През 1993 излиза Zooropa, който продължава линията на фина критика и има много по-електронно и дори техно звучене в сравнение с предишните албуми. Албумът Pop съдържа синглите Discotheque, Staring At The Sun и нежното откровение If God Will Send His Angels. С него групата продължава да следва линията на експериментиране. Връхна точка на последвалото турне PopMart е концертът в Сараево.

### „Ю Ту“ в началото на XXI век
Следва пауза от няколко години, след която през октомври 2000 излиза All That You Can't Leave Behind, който постига огромен успех. Тук вече си личат улегналите и спокойни Боно, Едж, Адам и Лари. Сред най-успешните песни са Beautiful Day, Walk On, Stuck In A Moment и Elevation. Този албум им носи няколко награди „Грами“.
След няколко турнета из Европа и награда за най-добра рок група, „Ю Ту“ издава и албума How to Dismantle an Atomic Bomb, чийто първи сингъл Vertigo веднага влиза в класациите. После излизат и Sometimes You Can't Make It On Your Own, City Of Blinding Lights, All Because Of You и Original Of The Species. Албумът и синглите от него отново са наградени с „Грами“. Групата отново предприема голямо турне в Европа и Северна Америка – The Vertigo Tour.
През 2005 г. „Ю Ту“ е въведена в Залата на славата на рокендрола (Rock and Roll Hall of Fame).
Следващият албум No Line on the Horizon излиза на пазара през февруари 2009 г. Световното турне в подкрепа на албума, наречено „360 градуса“ – The U2 360°Tour – започва през юни 2009 и продължава до 2011 г.
„Ю Ту“ има активна благотворителна дейност. През 2005 групата се включва в Live Aid, концерт в помощ на бедните страни в Африка, а Боно е сред организаторите на събитието. Музикалната кариера на „Ю Ту“ е впечатляваща. В края на 2006 г. тя чества 30 години от създаването си. Интересен факт около групата е, че в Ню Йорк е открита улица на нейно име (U2Way).

## Членове
„Ю Ту“ се състои от:
- Боно Вокс или само Боно (Пол Дейвид Хюсън), вокали, хармоника и понякога китара;
- Дейв „Едж“ Евънс (Дейвид Евънс), китара и понякога пиано, синтезатор, вокали и бас китара;
- Адам Клейтън, бас китара и понякога акустична китара;
- Лари Мълън, барабани и перкусии

## Дискография

### Албуми
1. Boy (1980)
2. October (1981)
3. War (1983)
4. Under a Blood Red Sky (1983)
5. The Unforgettable Fire (1984)
6. The Joshua Tree (1987)
7. Rattle and Hum (1988)
8. Achtung Baby (1991)
9. Zooropa (1993)
10. Pop (1997)
11. All That You Can't Leave Behind (2000)
12. How to Dismantle an Atomic Bomb (2004)
13. No Line on the Horizon (2009)
14. Songs of Innocence (2014)
15. Songs of Experience (2017)
16. Songs of Surrender (2023)

### Концертни и видео албуми
- Under a Blood Red Sky (1983) – концертен албум
- The Unforgettable Fire Collection (1985) – сбирка от промота и документален филм|документални филми
- Rattle and Humm (1988) – документален филм от турнето за албума The Joshua Tree
- Achtung Baby (1992) – промота, клипове, документален архив
- Zoo TV Live From Sydney (1994) – концертен
- Popmart Live From Mexico City (1997) – концертен албум
- The Best Of 1980 – 1990 (1999) – видео-клипове
- Elevation 2001: U2 Live From Boston (2001) – концертен албум
- U2 Go Home: Live From Slane Castle (1 септември 2001) – концертен албум
- The Best Of 1990 – 2000 (2002) – видео-клипове
- U2 18:DVD (2006) – концертен албум

### Сингли
- U2-3 (1979)
- Another Day (1980)
- 11 O'clock Tick Tock (1980)
- A Day Without Me (1980)
- I Will Follow (1980)
- Fire (1981)
- Gloria (1981)
- A Celebration (1982)
- New Years Day (1983)
- Two Hearts Beat as One (1983)
- I Will Follow (1984)
- Pride (In the Name of Love) (1984)
- The Unforgettable Fire (1985)
- With or Without You (1987)
- I Still Haven't Found What I'm Looking For (1987)
- Where the Streets Have No Name (1987)
- One Tree Hill (New Zealand and Australia only) (1987)
- In God's Country (North America only) (1987)
- Desire (1988)
- Angel of Harlem (1988)
- When Love Comes to Town (with B.B. King) (1989)
- All I Want Is You (1989)
- The Fly (1991)
- Mysterious Ways (1991)
- One (1992)
- Even Better Than the Real Thing (1992)
- Even Better Than the Real Thing (remix) (1992)
- Who's Gonna Ride Your Wild Horses? (1992)
- Numb (video only) (1993)
- Lemon (Australia and Japan only) (1993)
- Stay (Faraway, So Close!) (1993)
- Hold Me, Thrill Me, Kiss Me, Kill Me (1995)
- Discothèque (song)|Discothèque (1997)
- Staring at the Sun (1997)
- Last Night on Earth (1997)
- Please (1997)
- Mofo (1997)
- If God Will Send His Angels (1997)
- The Sweetest Thing (1998)
- Beautiful Day (2000)
- Stuck in a Moment You Can't Get Out Of (2001)
- Elevation (2001)
- Walk On (2001)
- The Hands That Built America (2002)
- Electrical Storm (2002)
- Vertigo (2004)
- Sometimes You Can't Make It On Your Own (2005)
- All Because of You (2005)
- City of Blinding Lights (2005)
- Original Of The Spicies (2006)
- One Featuring Mary J. Blige (2006)
- The Saints Are Coming Featuring Green Day (2006)
- Window In The Skies (2007)
- Get On Your Boots (2009)
- Magnificient (2009)
- I'll Go Crazy If I Don't Go Crazy Tonight (2009)